# Tiszavasvári
Tiszavasvári − miasto powiatowe w komitacie Szabolcs-Szatmár-Bereg w północno-wschodnich Węgrzech.

## Położenie
Tiszavasvári leży kilka kilometrów na wschód od kanału Keleti-főcsatorna, w dolinie Cisy. Przez miasto przebiega droga nr 36, łącząca Polgár z Nyíregyháza, a lokalne drogi prowadzą do Tiszalök nad Cisą i do Hajdúnánás. Przez Tiszavasvári przebiega lokalna linia kolejowa z Tiszalök do Hajdúnánás.